# Fu’ad Aït Aattou
Fu’ad Aït Aattou (ur. 2 listopada 1980) – francuski aktor i model marokańskiego pochodzenia.
Urodził się w północnej Francji. Jego ojciec jest pochodzenia marokańskiego, a matka francuskiego. Dzieciństwo spędził w Bailleul. W wieku 12 lat podczas wakacji brał udział w zajęciach w teatrze Le Vivat w Armentières. Mając 16 lat trafił do obsady filmu Życie Jezusa (La vie de Jésus).
W 1998 roku przeniósł się do Paryża, gdzie w latach 1998–2001 uczęszczał do szkoły aktorskiej Cours Florent. W 2003 roku wystąpił w sztuce Czechowa Mewa.
Został dostrzeżony w paryskiej kawiarni przez Catherine Breillat, która zaangażowała go do adaptacji powieści Jules’a Barbeya d’Aurevilly Stara kochanka (Une vieille maîtresse, 2007) z Asią Argento i Michaelem Lonsdale, a za rolę Ryno de Marigny zdobył nagrodę jako debiut roku na Festiwalu Filmowym w Cabourgu.
Podpisał kontrakt z agencją modelek MGM i podjął pracę jako model. Brał udział w kampanii jesienno-zimowej 2007/2008 kolekcji firmy odzieżowej Morgan. Trafił do magazynu Vogue. Współpracował z fotografem Terrym Richardsonem. W 2009 wystąpił jako kochanek Micky Green w wideoklipie TL (True Love).

## Filmografia
- 1997: Życie Jezusa (La vie de Jésus) jako dojrzewający chłopak
- 2007: Stara kochanka (Une vieille maîtresse) jako Ryno de Marigny
- 2012: Co dzień zawdzięcza nocy (What the Day Owes the Night) jako Younès / Jonas
- 2014: Horsehead jako Winston
- 2014: Papa Was Not a Rolling Stone jako Ahmed